# Эккель, Хорст
Хорст Э́ккель (нем. Horst Eckel; 8 февраля 1932, Фогельбах, Саар — 3 декабря 2021, Ландштуль, Рейнланд-Пфальц) — немецкий футболист.

## Карьера

### Клубная
Дебютировал в клубном футболе в форме «Кайзерслаутерна» в 1947 году, в возрасте 15 лет. Выигрывал чемпионаты ФРГ с «Кайзерслаутерном» в 1951 и 1953 годах.

### В сборной
Был частью сборной ФРГ на чемпионате мира 1954 года, когда сборная завоевала кубок мира. Эккель играл на правом фланге полузащиты. Как игрок, он был усидчивым и ловким. Во время турнира Эккель стал важной опорой успешной сборной. Сила правого фланга команды Зеппа Хербергера была обусловлена высокой скоростью работы Эккеля в защите и его передачам, из которых правый вингер Хельмут Ран и правый инсайд Макс Морлок получили огромную пользу. Всего за национальную команду игрок провел 32 матча .
Также принимал участие в играх чемпионата мира 1958 года. Всего появлялся на поле 32 раза, в том числе в товарищеском матче в Москве в 1955 году. Из-за его быстрого стиля игры получил прозвище нем. Windhund (рус. борзая).

## Достижения
- Чемпион мира: (1) 1954

## Интересные факты
- Был советником у Зёнке Вортмана, автора фильма «Чудо Берна» о событиях ЧМ-1954.
- Умер 3 декабря 2021 года, будучи последним остававшимся в живых чемпионом мира по футболу 1954 года[8].